# Lektion i følelser
|  | Denne artikel er oprettet af botten PalnaBot ud fra en ekstern database. Den kan derfor have sproglige fejl eller mangler. Denne skabelon kan fjernes efter kontrol af indholdet. |

Lektion i følelser er en ungdomsfilm fra 1970 instrueret af Waldemar Korzeniowsky, Andrzej Kosciuk efter manuskript af Waldemar Korzeniowsky, Andrzej Kosciuk.

## Handling
En 15-årig pige afprøver sine muligheder som kvinde.